# Humanes Cytomegalievirus
Das Humane Cytomegalievirus (HCMV) (auch Human betaherpesvirus 5 (HHV-5), Zytomegalievirus (ZMV), Cytomegalievirus (CMV)) ist ein behülltes, doppelsträngiges DNA-Virus (dsDNA), gehört zur Familie der Orthoherpesviridae (früher Herpesviridae), Gattung Cytomegalovirus und ist weltweit verbreitet. Die Übertragung erfolgt über Speichel, Urin, Spermasekret sowie bei der Bluttransfusion.

## Merkmale

Schematischer Aufbau des Virus

Das Virus hat einen Gesamtdurchmesser von etwa 200 Nanometern und sein Genom besteht aus einer linearen, doppelsträngigen DNA von rund 230.000 Basenpaaren, die 151 verschiedene Gene kodieren. Sein aus verschiedenen Kapsomeren aufgebautes ikosaedrisches Kapsid wird von einer Lipidmembran umgeben. Diese Virushülle enthält sechs Glykoproteine, gegen die der Wirtsorganismus Antikörper bilden kann. Die Membranhülle ist auch der Grund, dass das Virus außerhalb des Organismus nur kurze Zeit überdauern kann und leicht austrocknet. Außerdem ist das Virus gegenüber Ethanol, Lösungsmitteln, Detergentien und Säuren sehr empfindlich. HCMV bindet an Integrin β-3.
Kennzeichnend für dieses Virus ist – wie auch für alle anderen Arten der Unterfamilie Betaherpesvirinae – ein enges Wirtsspektrum und ein auffällig langsamer Vermehrungszyklus. Die infizierten Zellen sind in der Regel stark vergrößert (Zytomegalie – im Sinne von Riesenzellbildung), weshalb das Virus auch so benannt wurde.

## Verbreitung
Das humane Zytomegalievirus ist weltweit allgemein (ubiquitär) verbreitet, die Durchseuchung beträgt abhängig vom Lebensstandard 30 bis 90 %.

## Infektionsfolgen
Das Virus verursacht beim Menschen die Zytomegalie. Die Erstinfektion mit dem humanen Cytomegalievirus verläuft bei gesunden immunkompetenten Menschen in 75–99 % der Fälle ohne oder nur mit geringen Krankheitssymptomen. Das Leitsymptom ist dabei hohes, manchmal wochenlang anhaltendes Fieber mit typischerweise erhöhten Leberwerten. Lebensbedrohende Komplikationen wie eine Myokarditis, Thrombozytopenie oder Pneumonie sind beim Immunkompetenten selten, sodass keine antivirale Therapie begonnen werden muss.
Bei immunsupprimierten Patienten oder Frühgeborenen jedoch kann eine HCMV-Neuinfektion oder eine HCMV-Reaktivierung zu schwerwiegenden Problemen führen. Es kann zu einer HCMV-assoziierten Kolitis mit Diarrhoen kommen, bei nierentransplantierten Menschen kann eine manifeste HCMV-Reaktivierung zu einer Transplantats-Funktionsverschlechterung und womöglich sogar zum Verlust des Transplantates führen. Bei 30 % der AIDS-Patienten, die keine hochaktive antiretrovirale Therapie erhalten, befällt das Virus die Netzhaut und führt zum Erblinden.
Bei Kindern, die als Fötus während der Schwangerschaft durch eine Erstinfektion der Mutter mit HCMV infiziert wurden, können Wachstumsverzögerungen, Mikrozephalie, geistige Behinderung und besonders Hörschäden entstehen. Des Weiteren werden neurologische Spätfolgen beobachtet. Das Risiko einer Übertragung an den Fetus beträgt bei Erstinfektion der Schwangeren im ersten Trimenon ca. 20 %, wobei über 50 % dieser Kinder schwere dauerhafte Schäden davon tragen. Im dritten Trimenon ist die Übertragungswahrscheinlichkeit mit ca. 80 % deutlich höher, wobei Schädigungen des Fetus zu diesem Zeitpunkt bisher nicht sicher beobachtet wurden. Die Rate der Neuinfektionen während der Schwangerschaft liegt in Deutschland und Frankreich bei ca. 0,5 %.
Bei einer Erstinfektion liegt die Inkubationszeit bei ca. 4 bis 6 Wochen.
Auf Grund der Gefahr für eine Infektion von Ungeborenen im Mutterleib, ist es ratsam, den CMV-Status bei Kinderwunsch und in der Frühschwangerschaft überprüfen zu lassen.

## Impfung
Mit Stand 2021 existiert noch keine für Menschen zugelassene Impfung gegen das Humane Cytomegalievirus.

## Diagnostik
Serologie zur Statusbestimmung: IgG, IgM, Komplementbindungsreaktion (KBR) – hauptsächlich hier zum Nachweis von IgG Antikörper, Virämienachweis pp65 (Phosphoprotein 65 des HCMV), HCMV-IEA (durch das HCMV ausgelöste Erythrozytenabnormalität, inherited erythrocyte abnormality), quantifizierte nPCR (nested Polymerase-Kettenreaktion). 
Die Gesellschaft für Pädiatrische Infektiologie (DGPI) empfiehlt die Bestimmung des HCMV-Antikörperstatus vor Beginn einer Schwangerschaft. Da dies in den allgemeinen Mutterschaftsrichtlinien (Stand Juni 2015) nicht vorgesehen ist, erfolgt diese Untersuchung lediglich als Individuelle Gesundheitsleistung (IGeL).

## Therapie
Zur Therapie einer symptomatischen Erstinfektion, Reaktivierung oder von Komplikationen bei immungeschwächten Patienten kann das intravenös verabreichte Virostatikum Ganciclovir eingesetzt werden, alternativ auch Foscarnet. Außerdem steht zur oralen Anwendung das Präparat Valganciclovir mit verbesserter Bioverfügbarkeit zur Verfügung. Zur Behandlung einer CMV-Retinitis ist auch Cidofovir geeignet.

## Meldepflicht
Nach dem Recht Sachsens ist der direkte oder indirekte Nachweis eines Cytomegalievirus namentlich meldepflichtig, soweit der Nachweis auf eine akute Infektion hinweist.